# Only Fate Remains
Only Fate Remains is een Nederlandse gothicrock- en metalband opgericht in 1997 als Trisomy. Begin januari 2011 veranderde de band zijn naam van Trisomy in Only Fate Remains na het tekenen van een platencontract bij het Britse label Ravenheart Music Records voor de uitgave van hun debuutalbum 'Breathe'.

## Biografie

### Samenstelling
Only Fate Remains bestaat uit zes leden. Elk lid heeft zijn eigen muzikale achtergrond, van rock-'n-roll tot black metal, maar allen delen de passie voor het maken van sterk melodische en (subtiel) complexe muziek. Hun gevarieerde achtergrond en gedeelde passie vormen samen een groep van gemotiveerde muzikanten die hun creaties delen met de rest van wereld.

### Genre en stijl
Only Fate Remains speelt een combinatie van rock/metal, beïnvloed door gothic, atmosferische, melodische en progressieve invalshoeken, gecombineerd met een krachtige, heldere, rockstem. Door deze combinatie onderscheidt de band zich duidelijk van andere bands in de Gothic Rock/Metal scene. Bands waar Only Fate Remains qua sound overeenkomsten mee heeft zijn The Gathering, Lacuna Coil en Evanescence.
Daarnaast won Only Fate Remains de Noord-Hollands Glorie 2004 en behaalde als enige Gothic rock band in Nederland de halve finale van De Grote Prijs van Nederland.
Only Fate Remains heeft inmiddels meer dan 100 shows gespeeld in Nederland. Verder heeft de band opgetreden in bekende clubs zoals 013, Vera, Kade, P60, Mezz, Tivoli en festivals als Summer Darkness Festival. Only Fate Remains deelde het podium met bands als The Gathering, My Dying Bride, Paradise Lost, Epica, After Forever, Delain, Stream of Passion, Orphanage en Autumn.

## Bezetting

### Bandleden
- Eva Kokken – zang (2006-heden)
- Michiel van Veen – gitaar (1997-heden)
- Jacques Maas – gitaar (2011-heden)
- Maarten Siem – synthesizer, piano (2001-heden)
- Pieter van den Berkmortel – basgitaar (2003-heden)
- Tom Pluijmaekers – drum (2012-heden)

### Voormalige leden
- Marc Bruijn
- Frank Kraak
- Martine Thijs
- Irene Visser
- Jelle Splinter
- Laura Schoegje
- Hans Koets
- Eric Hazebroek[8] (actief in Stream of Passion, ex-Daeonia)

## Discografie

### Ep's
- 1998: Words Irrelevant
- 2000: Under Your Skin
- 2002: Teaser
- 2003: Entanglement
- 2004: V

### Studioalbums
- 2011: Breathe

### Singles
- 2011: The Real You